# Boris Aleksandrovitsj Alexandrov
Boris Aleksandrovitsj Aleksandrov (in het Russisch: Бори́с Алекса́ндрович Алекса́ндров), geboren op 4 augustus in Bologoye en overleden op 17 juni 1994 in Moskou, was een Sovjet- en Russische componist, dirigent, muziekcriticus, kunstenaar en leraar. Hij was een belangrijk en invloedrijk figuur in de Russische militaire muziek in de 20e eeuw.
Van 1946 tot 1986 leidde hij het Aleksandrovkoor, opgericht door zijn vader, Alexander Vasilyevich Aleksandrov.
Boris Aleksandrov werd benoemd tot generaal-majoor en kreeg de titel Held van de Socialistische Arbeid en Volkskunstenaar van de USSR. Daarnaast won hij de Leninprijs en  de Staatsprijs van de USSR.
Een van zijn composities wordt gebruikt als volkslied van Transnistrië.

## Biografie

### Vroege carrière
Hij begon zijn muzikale carrière op 13-jarige leeftijd als violist in een kinderkoor in het Bolsjojtheater in Moskou, waar hij optrad naast zangers als Fjodor Sjaljapin. Van 1923 tot 1929 studeerde hij aan het Conservatorium van Moskou, waar hij les kreeg van Reinhold Glière.
Van 1929 tot 1937 was hij hoofd van de muziekafdeling van het nieuwe Centrale Theater van het Rode Leger en van 1933 tot 1941 was hij universitair hoofddocent aan het Conservatorium van Moskou. In 1937 werd hij tevens adjunct artistiek leider van de Koren van het Rode Leger.

### Tweede Wereldoorlog
Tijdens de Tweede Wereldoorlog moedigde het Koor van het Rode Leger, onder leiding van Boris Aleksandrov en zijn vader, de Sovjettroepen aan met Russische en Sovjet-liederen, vaak volksliederen. Deze liederen werden via de radio in de hele Sovjet-Unie uitgezonden. Ook werden zo'n 1.500 concerten gegeven aan het front.
Ondertussen zorgde de zwakke gezondheid van zijn vader ervoor dat Boris meer verantwoordelijkheid nam. Na zijn dood in 1946 volgde Boris zijn vader op als dirigent van het ensemble.

### Directoraat van het Rode Legerkoor

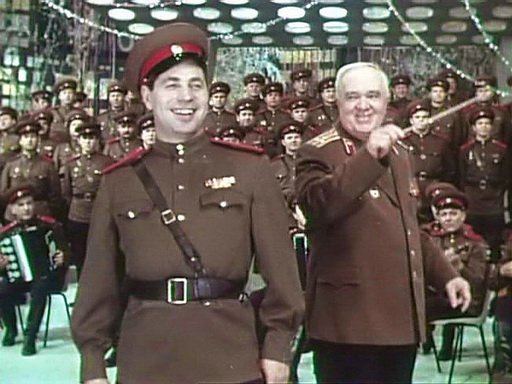
Boris Aleksandrov rechts van solist Leonid Kharitonov

Na de Tweede Wereldoorlog reisde het Koor van het Rode Leger onder leiding van Boris Aleksandrov 68 keer naar het buitenland. Het koor werd in veel Europese landen positief ontvangen.
Hij bleef het centrale idee volgen dat zijn vader toepaste: het koor stond centraal in het geheel, zonder het koor zou er geen geheel zijn. Daarnaast zorgde hij voor de opleiding en promotie van opmerkelijke solisten.

### Einde van een lange carrière
In 1985 vierde  Boris zijn 80ste verjaardag. Dit werd publiekelijk gevierd. Twee jaar later, in 1987, ging hij met pensioen. Datzelfde jaar werd hij opgevolgd door Igor Agafonnikov met Anatoli Maltsev als dirigent van het ensemble.
In 1994 ging hij ook als dirigent met pensioen. Hij stierf datzelfde jaar en werd begraven op de Novodevitsjibegraafplaats in Moskou. Hij werd opgevolgd door Viktor Fyodorov, die sinds 1986 de koorleider was.

## Prijzen
- Stalinprijs 1 Klasse (1950), voor een reeks concerten met het Rode Legerkoor
- Volkskunstenaar van de USSR (1958)
- Orde van de Rode Banier van de Arbeid (1964)
- Held van de socialistische arbeid (1972)
- Orde van Lenin (1949, 1967, 1975)
- Leninprijs (1978), voor het concertprogramma van 1975-1976
- Orde van Dienst aan het Vaderland in de Strijdkrachten, 3 klasse (1982)
- Orde van de Oktoberrevolutie (1985)
- Orde van de Vaderlandse Oorlog, 2 Klasse (1985)
- Medaille voor de Verdediging van Moskou
- Medaille voor de overwinning op Duitsland